# 關子嶺溫泉

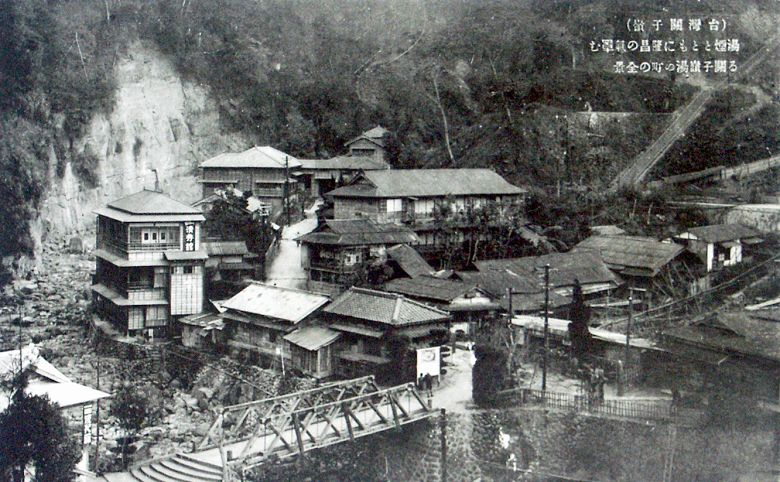
日治時期的關子嶺溫泉

關子嶺溫泉位於臺灣臺南市白河區關子嶺，為臺灣著名溫泉，其泥漿泉更為罕見，當地設有「關子嶺溫泉風景區」，距離新營區大約20公里。關子嶺溫泉開發甚早，早在日治時期即與四重溪溫泉、北投溫泉、陽明山溫泉並列臺灣四大溫泉。四周有枕頭山、崁頭山、大凍山等群峰環抱。最大特色是黑濁泥狀的泉水，含有豐富礦物質，是全台唯一的泥漿溫泉，極為珍稀。
23°20′24″N 120°30′17″E / 23.3398839°N 120.5047249°E

## 歷史
1898年，當時駐紮嘉義的日軍步兵第五大隊所屬的一個中隊，於今日的紅葉公園處紮營，無意間於關子嶺發現溫泉。由於水質及療效優良，開始發展為溫泉聚落。1904年，第一家溫泉旅社「吉田屋」於此開設（今靜樂館）。
1913年，臺灣總督府研究所技師早川政太郎及技正佐伯正的調查報告中指出，關子嶺溫泉還有鐳元素。由於當時認為鐳元素具有療效，因此轟動一時，當地甚至出產「鐳羊羹」作為名產。同年嘉義廳提撥公共衛生費，於此興建特等、上等、普通（專供痲瘋病患者泡洗）三個等級的公共浴場。浴場於5月興建，11月完工，12月14日啟用。此後關子嶺溫泉之名不脛而走，有「天下第一靈泉」之譽。
1916年，杉山靖憲在《臺灣名勝舊蹟志》當中，將關子嶺溫泉與四重溪溫泉、北投溫泉、陽明山溫泉並列，即後人所稱之「臺灣四大溫泉」。

## 泉質
鹼性碳酸泉，泉質潤滑帶有硫味，溫度約為75℃間，多為泥漿，故不可飲。洗後全身舒暢，皮膚紅潤光潔，傳言對於皮膚過敏、消除疲勞、美容、胃腸慢性病及風濕關節炎和香港腳均具有相當療效。

## 周邊景點
關子嶺風景以關子嶺溫泉區為起點，沿途有火王爺廟、火山碧雲寺、白河大仙寺、紅葉公園、水火同源等旅遊地點，週末及國定假日可搭乘大台南公車黃12-2關子嶺環狀線暢遊關子嶺各大景點。

## 交通
可從新營車站轉乘大台南公車，方可到達。

### 臺鐵
- 搭乘至新營車站前站（新營客運總站）

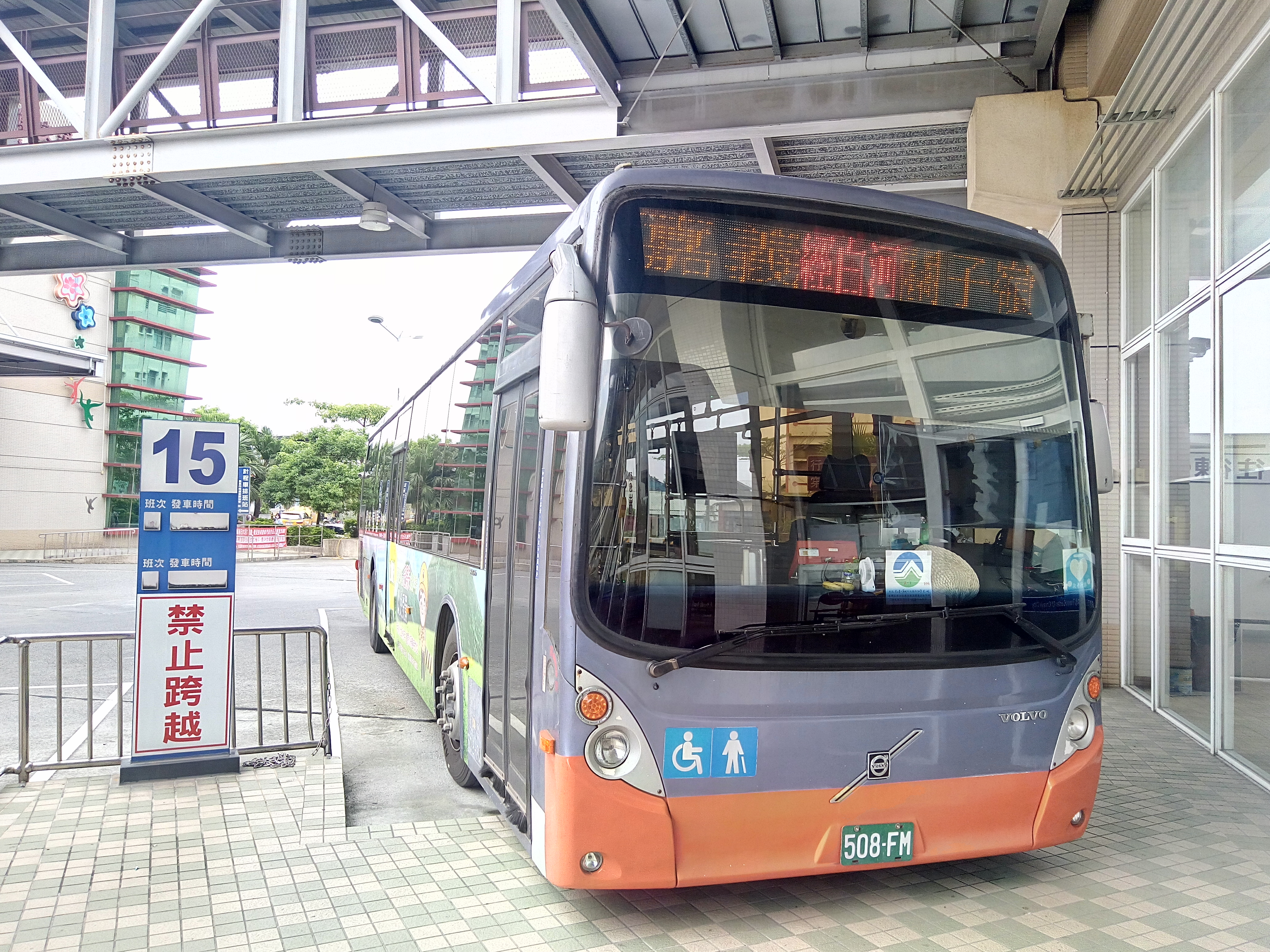
嘉義客運白關線Volvo B7RLE低床車508-FM停靠嘉義市先期交通轉運中心第15月台

1.轉乘大台南公車黃幹線至白河轉運站後轉乘黃12/黃13公車即可抵達。
2.轉乘臺灣好行33號公車，可直達關子嶺（每週五、六、日、一及國定假日行駛）
- 搭乘至嘉義車站後站

轉乘嘉義客運往白河、關子嶺方向即可直達(嘉義市先期交通轉運中心15號月台)。

### 高鐵
- 搭乘至高鐵嘉義站

1. 轉乘大台南公車黃9線至新營站（新營客運總站）換車。
2. 轉乘臺灣好行33號公車，可直達關子嶺（每週五、六、日、一及國定假日行駛）
3. 轉乘嘉義BRT至嘉義市先期交通轉運中心換車。

## 外部連結
- 维基导游上有關關子嶺溫泉（英文）的旅行指南